# Serratia marcescens
Serratia marcescens là một loài trực khuẩn hình que Gram âm, kỵ khí tùy nghi, thuộc họ Enterobacteriaceae. Loài vi khuẩn này thường được tìm thấy trong đất, nước, thực vật và động vật. Phương thức lây truyền của vi khuẩn này bằng cách trực tiếp hoặc bằng ống thông.
Serratia marcescens có thể gây nên bệnh viêm phổi, nhiễm trùng huyết, viêm màng não và áp xe não, nhiễm trùng đường tiết niệu, nhiễm trùng mắt. Chúng xâm nhập vào thức ăn từ môi trường không khí, nước.